# 재팬 (밴드)
재팬(Japan)은 1974년 사우스런던 캣포드에서 데이비드 실비언(보컬, 기타, 키보드), 스티브 잰슨(드럼), 믹 칸(베이스 기타)가 결성한 밴드이다. 이듬해 리처드 바비리(키보드)와 롭 딘(리드 기타)가 영입되었다. 초기에는 글램 록의 영향을 받은 음악을 하였으나 전자 음악과 외국 문화의 영향을 통합한 양성적인 외관을 만들어냈다.
재팬은 1970년대 말과 1980년대 초 5위를 기록한 〈Ghosts〉(1982)를 포함한 9개의 영국 싱글 차트 40위 진입 곡 발매 및 라이브 음반 《Oil on Canvas》의 음반 차트 5위 진입 등 상업적인 성공을 거두었다. 정규 음반 세 장을 포함한 여섯 장의 음반이 영국에서 골드 인증을 받았다. 밴드는 1982년 12월 영국과 해외에서 막 상업적인 성공을 경험하기 시작할 때 해체하였다. 멤버들은 1990년대 초반 레인 트리 크로(Rain Tree Crow)라는 이름으로 잠깐 재결성 후 1991년 음반을 발표하였고 그 이후로 각각 다른 음악 프로젝트로 작업을 이어갔다.

## 역사

### 결성
밴드는 1970년 초 친구들간의 그룹으로 시작됐다. 데이비드 실비언(기타 및 보컬)과 스티브 잰슨(드럼) 형제, 그리고 믹 칸(베이스)은 사우스런던 브라운힐로드에 위치한 캣포드 남자학교를 함께 다녔다. 처음에는 칸이 리드 보컬을, 실비언이 기타와 백 보컬을 맡았으나 1974년 실비언이 리드 보컬이 되었다. 첫 공연은 칸의 형제의 결혼식 피로연에서 축가였다.
밴드는 멤버들이 스스로를 재팬이라고 부르기로 하기 전까지는 이름이 없었다. 재팬이라는 이름은 실비언이 다른 것을 생각하기 전까지 임시로 사용하기 위해 정해놓은 것이었으나 결국 정식 밴드 이름으로 굳어졌다. 이듬해 키보드 자리에 또 다른 학교 친구였던 리처드 바비리를 영입했고, 이후 기타리스트 롭 딘이 합류했으며, 1976년 야드버즈, 마크 볼란 등의 매니지먼트를 맡았던 사이먼 내피어벨과 매니지먼트 계약을 체결했다. 한자 레코드가 개최한 콘테스트에서 더 큐어에 밀려 준우승을 차지한 밴드는 1977년 한자-아리올라와 녹음 계약을 맺고 루 리드, 데이비드 보위, 티렉스, 록시 뮤직, 뉴욕 돌스와 같은 느낌의 얼터너티브 글램 록 스타일을 표방하였다.
음반 계약 직후 실비언, 잰슨, 칸은 예명을 만들었다. 처음의 레코드 회사는 실비언과 잰슨의 이름이 뉴욕 돌스 멤버들의 이름과 유사하다는 사실에 당황했으나 결국 예명 사용을 허락했다. 1977년 재팬은 프로듀서인 레이 싱어와 함께 첫 녹음 세션을 시작했고, 짐 카팔디 앤 더 컨텐더스의 영국 투어에서 지원 밴드로 공연하였다.

### 초기
1978년 3월, 밴드는 첫 싱글인 〈Don't Rain on My Parade〉의 커버 버전을 발표하고 한 달 후 정규 음반 《Adolescent Sex》를 발매했다. 밴드의 중성적인 글램 록 이미지에 초점을 맞추었던 영국의 광고 캠페인은 영국에서는 많은 관심을 불러일으키지는 못했으나 일본에서는 성공적인 반응을 이끌어냈고, 음반이 발매되기도 전에 상당한 팬을 끌어들였다.
데뷔 음반 발매 이후 블루 오이스터 컬트 영국 투어의 지원 공연으로 이어졌다. 하지만 음반을 홍보하기 위한 의도는 오히려 부정적인 반응과 적대적인 관객에 직면했다. 음반 자체는 잘 팔리지 않았으며, 1978년 8월 두 번째 싱글 〈The Unconventional〉은 차트 진입에 실패하였다. 같은 해 11월에 가진 미국 투어에서 미국 관객들은 영국보다는 조금 더 좋은 모습을 보여주었지만, 이것이 재팬의 유일한 미국 투어가 되었다. 후속 음반 《Obscure Alternatives》는 음악적인 성장을 보여주었고, 특히 마지막 곡 〈The Tenant〉는 《Low》 시기의 보위와 에릭 사티 피아노 작품의 융합으로 묘사되면서 밴드의 미래에 대한 일종의 힌트로 작용했으나 다시 한 번 음반은 상업성과 비평 모두 부정적인 반응을 얻었다.
루 리드, 티렉스, 뉴욕 돌스, 록시 뮤직, 데이비드 보위와 같은 음악가들의 영향을 받았지만 두 음반 모두 펑크 록과 뉴 웨이브가 우세한 시기에 발매되어 영국 음악 언론으로부터 시대에 뒤떨어진 작품이라는 평을 받아왔다. 그러나 레이 싱어가 프로듀싱한 두 음반 모두 일본과 네덜란드에서는 준수한 성적을 기록했으며, 〈Adolescent Sex〉의 싱글 버전은 톱 30라는 히트를 기록했다. 또한 캐나다에서도 약간의 인기를 얻었지만 모국인 영국에서는 대중의 관심을 끌지 못하였고 차트에도 오르지 못했다.
영국에서는 성공하지 못했지만 일본에서는 큰 인기를 얻었다. 1979년 3월 처음으로 일본에 방문한 재팬은 11,000석 규모의 일본무도관을 3일 연속 매진시켰다.

### 중기
1979년 밴드는 유로디스코 프로듀서 조르조 모로더와 함께 작업하여 싱글 〈Life in Tokyo〉를 공동 작업하고 프로듀싱하였다. 이 곡은 싱글로 성공하지는 못했으나 기타가 가득한 초기 작품에서 음악 스타일의 중요한 변화를 일으켜 글램 록에서 전자 음악이 가미된 뉴 웨이브로 이동하였다.
전자 음악적 요소가 가미된 세 번째 음반 《Quiet Life》(1979)에서는 존 펀터와 사이먼 네이피어벨이 밴드와 함께 프로듀서로 참여했다. 콰이터스는 음반을 "아트 팝의 매우 유럽적인 형태"로 보위가 2년 전 《Low》에서 전달한 것과 크게 다르지 않다고 설명하였다. 바비리의 신디사이저, 실비언의 바리톤 스타일의 창법, 칸 특유의 프렛리스 베이스 사운드, 잰슨의 복잡한 타악기 연주 등이 들어가 있다. 《Quiet Life》는 한자-아리올리에서 발매된 마지막 정규 음반이었지만, 레이블은 나중에 재팬이 레이블에 있던 기간 동안 만든 음악의 컴필레이션 음반을 발매하고 리믹스 및 싱글을 재발매했다.
《Quiet Life》는 영국 음반 차트에 오른 재팬의 첫 음반이었지만, 첫 발매 당시에는 성공하지 못했다. 1980년 2월 최고 순위 72위로 정점을 찍고 그 다음 주 바로 차트에서 사라졌다. 밴드는 오랫동안 레이블과 매니지먼트에 재정적인 부담을 안겨주었으며, 〈I Second That Emotion〉의 커버 버전으로 히트 싱글을 꾀하려는 마지막 시도가 실패하고 한자 레코드는 재팬과의 계약을 끊었다.

### 말기
한자-아리올라 이후 밴드는 버진 레코드와 계약하여 후기 음반을 발표했다. 밴드가 새로운 사운드를 실험하면서 음반은 새로운 사람들을 확장해 나갔으나 새로운 사운드와 밴드의 비주얼은 의도치 않게 1980년대 초의 뉴 로맨티시즘과 엮였다. 재팬은 1970년대 중반 글램 록 시대가 끝날 무렵, 뉴 로맨티시즘 운동이 시작되기 몇 년 전부터 밴드 결성 이래로 항상 화장을 하고 다녔다. 1981년 10월 인터뷰에서 실비언은 "지금 이 순간에도 우리가 유행하고 있는 것처럼 보이게 하는 시대가 지나가고 있다"라고 말했다. 또 다른 인터뷰에서 실비언은 "나는 그것[뉴 로맨티시즘]과 연관되는 것을 좋아하지 않는다. 태도가 너무나 다르다."라고 언급했다. 재팬의 패션에 대해 실비언은 "그들(뉴 로맨티시즘 밴드)에게 화려한 드레스는 의상이다. 그러나 우리에게는 삶의 방식이다. 우리는 매일 이런 모습으로 옷을 입는다"라고 밝혔다. 하지만 실비언의 견해와는 관련이 없게 뉴 로맨티시즘과의 연관성은 영국 내 밴드의 음반 판매에 긍정적인 영향을 주었고, 서서히 차트에서 성공을 거두기 시작했다.
차트에서 몇 개의 낮은 순위의 싱글 발매한 이후 첫 톱 40 히트곡은 1981년 10월 19위에 오른 〈Quiet Life〉 싱글의 재발매였다. 《Tin Drum》에서 싱글컷된 곡 3개 모두가 영국 톱 40에 진입하였으며, 그중 〈Ghosts〉는 5위에 오르면서 재팬의 최고 히트곡이 되었다. 《Tin Drum》 음반은 영국 음반 차트에서 10위 권 밖에서 최고 순위를 기록했고, 발매 한 달만에 실버를, 4개월 만에 골드를 인증하는 등 BPI의 인증을 받은 첫 번째 음반이 되었다.
갈등으로 인해 밴드 내부의 긴장이 고조되면서 《Tin Drum》은 밴드의 마지막 정규 음반이 되었다. 불화는 칸의 여자친구였언 후지이 유카가 실비언과 함께 살게 되면서 최고조에 달했고, 멤버들은 각자의 프로젝트를 진행하였다. 롭 딘은 1981년 《Gentlemen Take Polaroids》 발매 후인 1981년 5월에 이미 밴드를 떠난 상태였는데, 이는 딘의 전기 기타가 《Tin Drum》의 사운드에서는 불필요해졌기 때문이다. 딘은 이후 갱 오브 포의 휴고 버넘 등과 함께 밴드 일러스트레이티드 맨을 결성했으며, 칸은 첫 솔로 음반 《Titles》를 발매함과 함께 밴드는 1982년 말 해체를 발표했다.

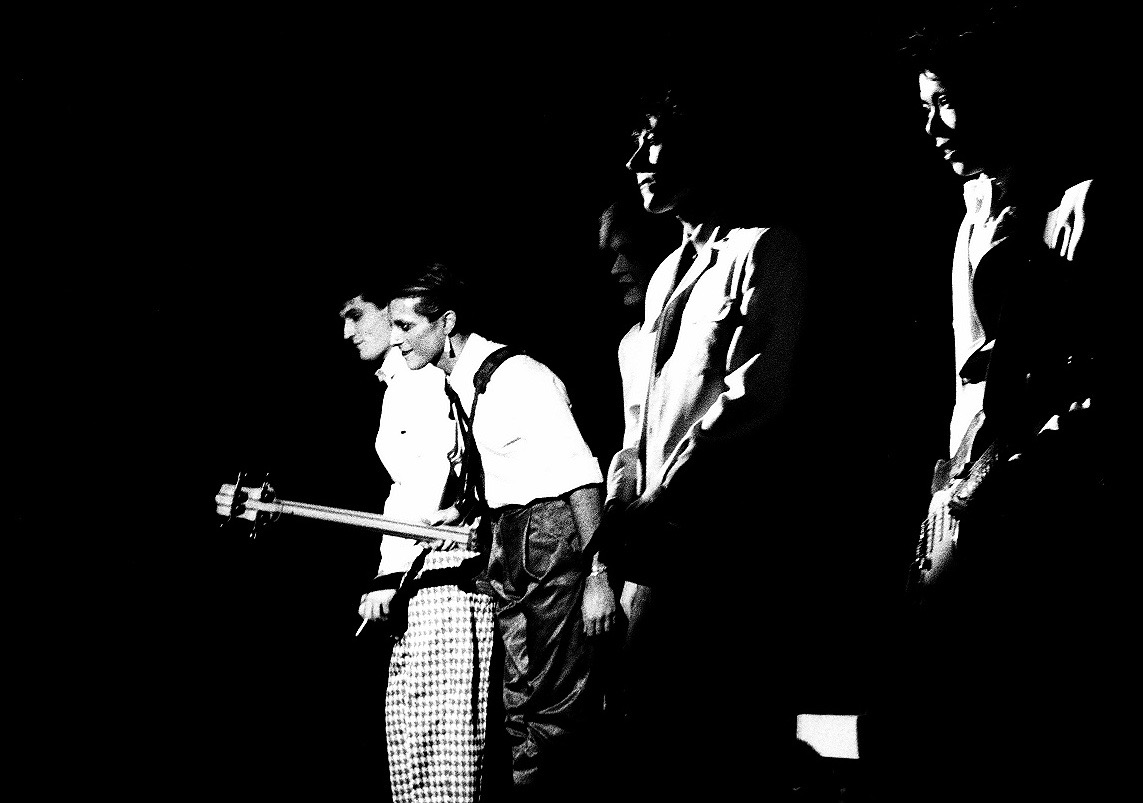
1982년 11월 재팬의 모습

1982년 말 마지막 투어인 "Sons of Pioneers" 투어에서는 유럽, 영국 및 일본, 홍콩, 태국 등 아시아 국가에서 공연을 하였다. 이 투어에서는 기타리스트이자 키보드 연주자로 츠치야 마사미가 무대에서 밴드와 함께 공연했다.
재팬의 마지막 영국 공연은 10월 TV 프로그램 올드 그레이 휘슬 테스트에서의 촬영이었으며, 11월에는 런던 해머스미스 오데온에서 6일 연속 매진으로 절정에 달했다. 재팬의 마지막 공연은 1982년 12월 16일 일본의 나고야에서 열렸다.
밴드는 해머스미스 오데온에서의 라이브를 담은 음반 《Oil on Canvas》가 영국 음반 차트에서 가장 높은 성적이자 라이브 음반으로서는 진입하기 힘든 5위까지 올라가는 등 영국과 국제적으로 상업적인 성공을 거두기 시작할 때 해체를 결정했다. 이 무렵 밴드의 이전 음반과 작품들이 꾸준히 팔리기 시작하였고, 한자-아리올라와 버진 레코드는 1983년까지 싱글을 계속 발매했으며, 결국 밴드는 영국에서 총 9개의 톱 40 히트곡을 얻었다. 1982년 여름 한자에서 재발매한 〈I Second That Emotion〉은 재팬의 두 번째 톱 10 히트곡이 되었으며, 〈Life in Tokyo〉 리믹스 및 버진의 〈Nightporter〉 발매는 영국 싱글 차트 30위 이내에 진입하였다.

### 협업
1980년대 초반 옐로 매직 오케스트라(YMO)의 키보드 연주자 사카모토 류이치는 재팬과 짧게 컬래버를 하였으며 〈Taking Islands in Africa〉 등의 노래에 실비언과 함께 작업했다. 류이치는 재팬이 해체한 후에도 실비언과 계통 작업하였으며, 히트 싱글인 〈Bamboo House〉(1982)와 〈Forbidden Colours〉(1983)에 참여했다. 마찬가지로 스티브 잰슨은 YMO의 드러머인 다카하시 유키히로의 영향을 받았으며, 이후 유키히로의 여러 솔로 프로젝트 및 일본 투어에 합류하였으며, 둘 사이의 협업도 진행하였다.

### 해체 이후
모든 밴드 멤버가 다른 음악 프로젝트에 참여하였으며, 다양한 성공을 거두었다. 류이치와의 협업 이후 발매된 실비언의 첫 솔로 정규 음반 《Brilliant Trees》는 1984년 영국 음반 차트 4위에 올랐고, 영국 톱 20 싱글인 〈Red Guitar〉를 배출했다. 칸은 세션 음악가로서 게리 누만, 케이트 부시, 조앤 아머트레이딩과 같은 음악가들과 함께 작업했다. 또한 밋지 유르와 함께 톱 40 히트곡 〈After a Fashion〉을, 바우하우스의 피터 머피와 밴드 달리스 카를 결성해 1984년 음반을 발매했다. 잰슨과 바비리는 돌핀 브라더스로, 그리고 잰슨 & 바비리라는 이름으로 함께 작업하였고, 롭 딘은 누만, 시네이드 오코너와 함께 작업했으며, 1987년 말부터 이듬해 4월까지 잠깐 호주의 밴드 게이샤에서 기타를 연주했다.

#### 레인 트리 크로
1989년 9월, 실비언, 칸, 잰슨과 바비리는 레인 트리 크로(Rain Tree Crow)라는 이름으로 재결성하였다. 넷은 1991년 4월 동명의 정규 음반을 발매하여 영국 음반 차트에서 24위를 기록하고 평론가들로부터 호평을 받았으나 실비언과 다른 멤버들 간의 음악적 마찰로 인해 다시 한 번 해체하게 되었다.

#### 이외 프로젝트
바비리는 1995년 프로그레시브 록 밴드 포큐파인 트리의 키보드 연주자로 영입되어 《The Sky Moves Sideways》(1995) 이후의 음반에 참여하고 있다. 밴드 멤버들은 일부가 협업을 하는 경우가 종종 있었으나, 완전한 재팬으로의 재결합은 어떤 형태로든 이루어지지 못하였다. 1990년대 동안 칸, 잰슨과 바비리는 데이비드 톤이나 스티븐 윌슨 등의 기타리스트의 프로젝트에 함께 뭉쳤다. 레인 트리 크로로의 재결성 이후 20년 후인 2011년 1월 믹 칸이 암으로 사망하였다.

## 멤버
- 데이비드 실비언 – 보컬, 기타, 키보드 (1974–1982, 1989–1990)
- 믹 칸 – 베이스 기타, 색소폰, 오보에, 플루트, 리코더, 클라리넷, 백 보컬 (1974–1982, 1989–1990; 2011년 사망)
- 스티브 잰슨 – 드럼, 백 보컬, 키보드, 타악기 (1974–1982, 1989–1990)
- 리처드 바비리 – 키보드, 신시사이저, 백 보컬 (1975–1982, 1989–1990)
- 롭 딘 – 기타, 백 보컬 (1975–1982, 1989–1990)

라이브 멤버
- 제인 쇼터 – 색소폰 (1979–1980)
- 데이비드 로즈 – 기타 (1981)
- 츠치야 마사미 – 기타, 키보드 (1982)

## 음반 목록

### 정규 음반
- 《Adolescent Sex》 (1978)
- 《Obscure Alternatives》 (1978)
- 《Quiet Life》 (1979)
- 《Gentlemen Take Polaroids》 (1980)
- 《Tin Drum》 (1981)
- 《Rain Tree Crow》(1991)

### 라이브 음반
- 《Oil on Canvas》 (1983)